# Alveringem
Alveringem ist eine belgische Gemeinde in der Provinz Westflandern. Sie liegt im Mittelwesten der Provinz.
Teilgemeinden von Alveringem sind (neben Alveringem selbst): Hoogstade, Oeren, Sint-Rijkers, Beveren, Gijverinkhove, Izenberge, Leisele und Stavele.

## Bilder

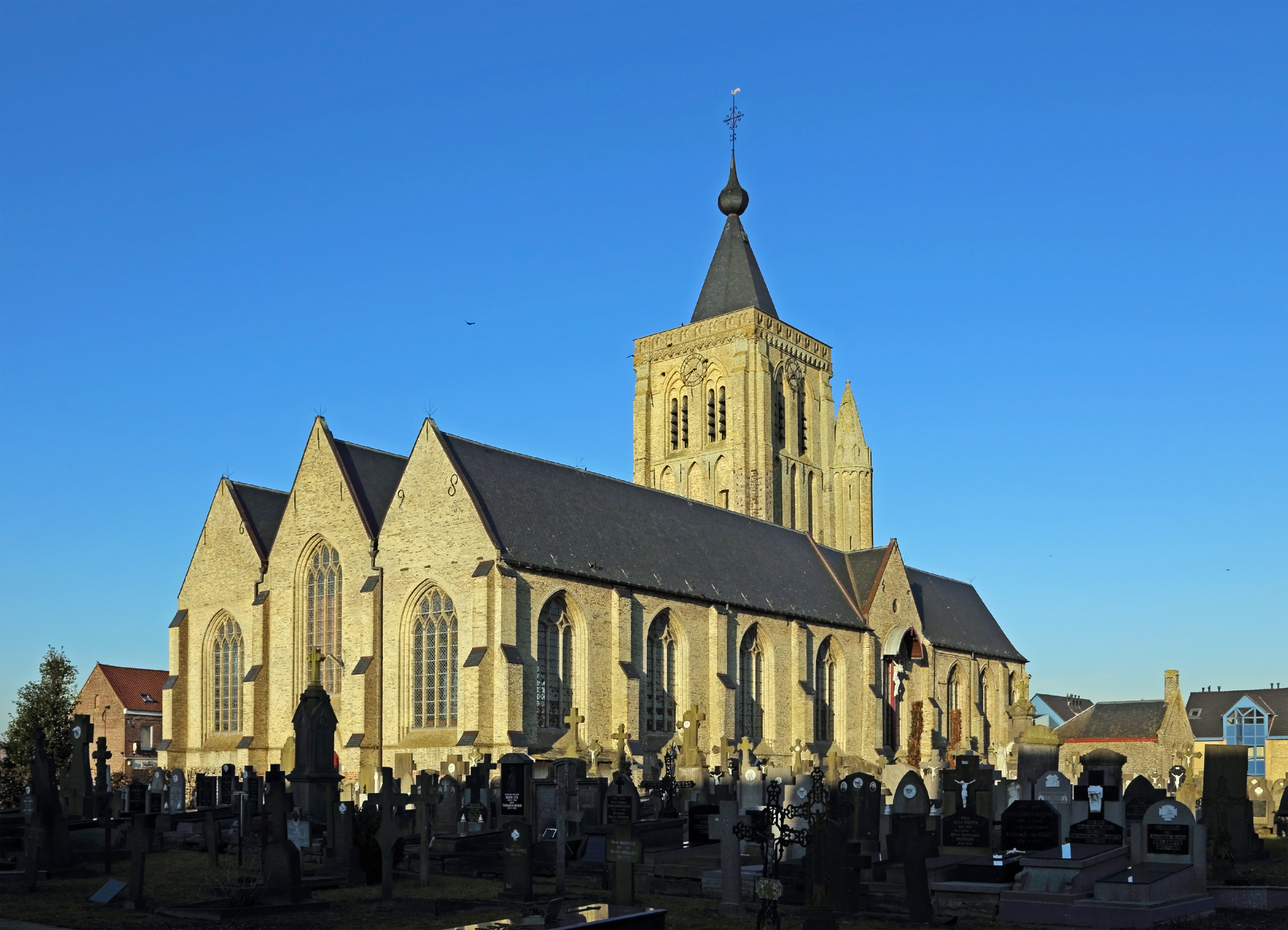
Alveringem, Kirche: Sint-Audomaruskerk
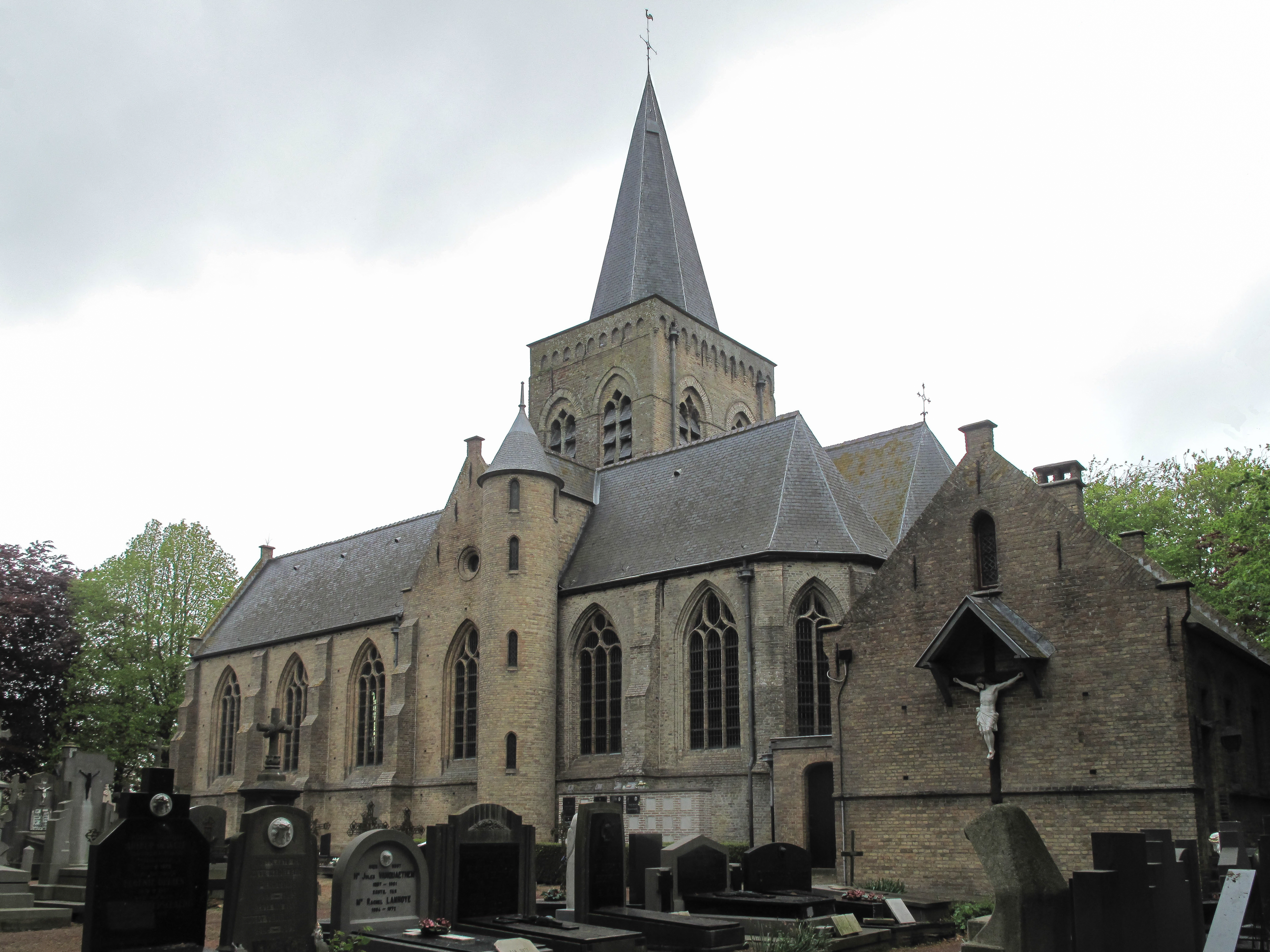
Gijverinkhove, Kirche: parochiekerk Sint Petrus
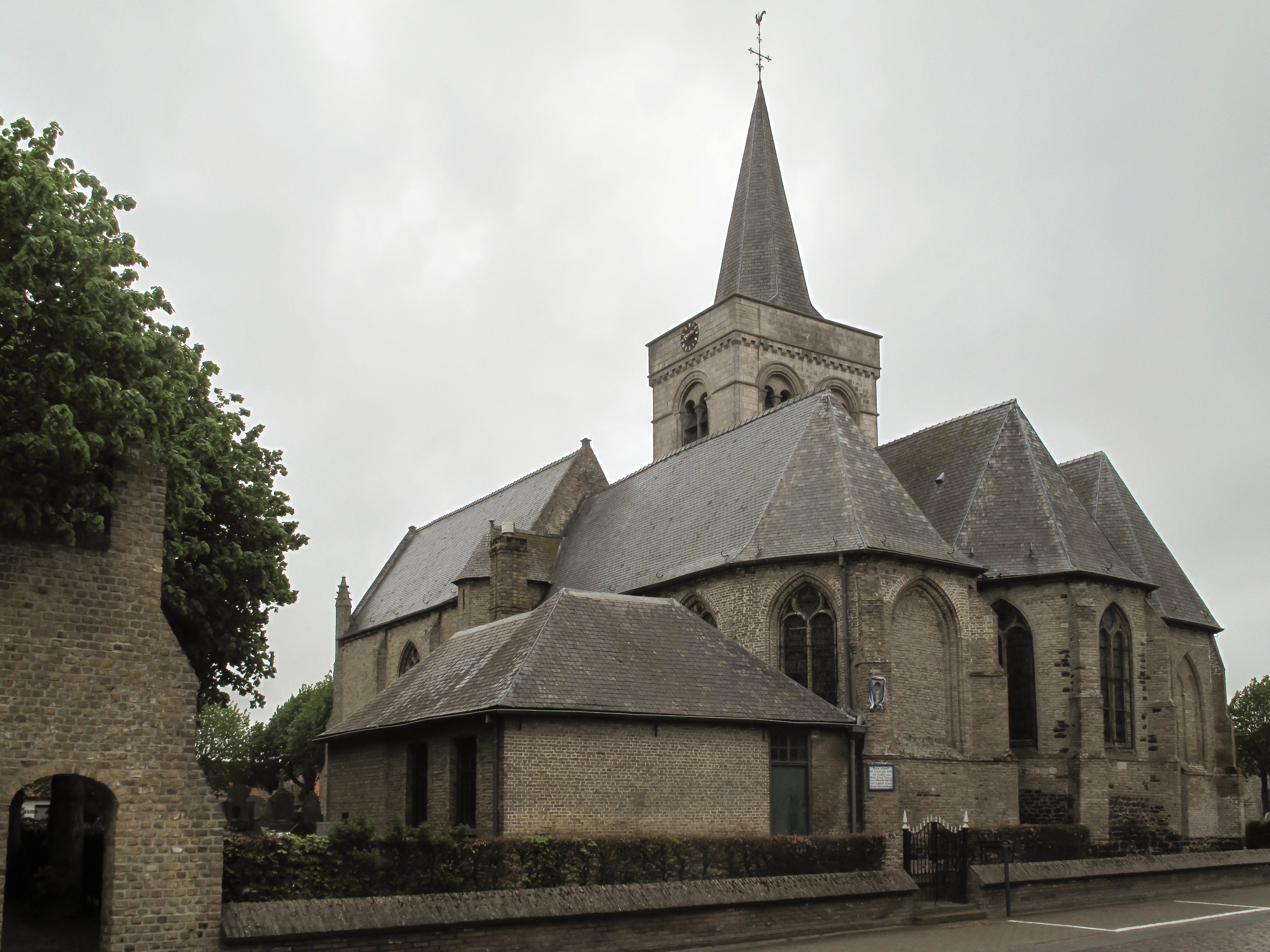
Izenberge, Kirche: de Sint Meldredakerk